# Verzorgingsplaats Voetpomp
Verzorgingsplaats Voetpomp is een verzorgingsplaats in Nederland, gelegen aan de A58 Vlissingen-Eindhoven tussen afrit 32 (Kruiningen) en afrit 31 (Rilland), in de gemeente Reimerswaal. In 2014 werd middels een veiling de huurrechten van het pompstation verkocht.
Aan de andere kant van de snelweg ligt verzorgingsplaats Vliete.
Richting Vlissingen: Kriekampen · Brehees · Blaak · Molenheide · Lage Aard · Bremberg · Hoezaar · Spuitendonk · Wouwse Tol Noord · 't Scheld · Vliete · Selnisse
Richting Eindhoven: Arnemuiden · Vliedberg · Voetpomp · Het Rak · Wouwse Tol Zuid · Mastpolder · Liesbos · Hooge Aard · Raakeind · Leikant · Kerkeind · Kloosters